# Ertra, Ertra, Ertra
Ertra, Ertra, Ertra (tigrinja jezik: ኤርትራ ኤርትራ ኤርትራ), nacionalna himna Eritreje. 
Himna je usvojena 1993. godine, ubrzo nakon što je zemlja postala neovisnom. "Ertra, Ertra, Ertra" znači "Eritreja, Eritreja, Eritreja", na hrvatskome jeziku.
Riječi je napisao Solomon Tsehaye Beraki, a glazbu Isaac Abraham Meharezghi i Aron Tekle Tesfatsion.

## Tekst

### Na tigrinja jeziku
ኤርትራ ኤርትራ ኤርትራ፡

በዓል ደማ እናልቀሰ ተደምሲሱ፡

መስዋእታ ብሓርነት ተደቢሱ።
መዋእል ነኺሳ ኣብ ዕላማ፡

ትእምርቲ ጽንዓት ኰይኑ ስማ፡

ኤርትራ'ዛ ሓበን ዉጹዓት፡

ኣመስኪራ ሓቂ ክምትዕወት።
ኤርትራ ኤርትራ፡

ኣብ ዓለም ጨቢጣቶ ግቡእ ክብራ።
ናጽነት ዘምጽኦ ልዑል ኒሕ፡

ንህንጻ ንልምዓት ክንሰርሕ፡

ስልጣነ ከነልብሳ ግርማ፡

ሕድሪ'ለና ግምጃ ክንስልማ።
ኤርትራ ኤርትራ፡

ኣብ ዓለም ጨቢጣቶ ግቡእ ክብራ።
Eritra, Eritra, Eritra,
BeAl dema'nalqese tedemsisu,
Meswaéta bHarnet tedebisu.
Mewaél neKhisa 'b Elama
Témrti tsnAt koynu sma,
Eritra 'za Haben wutSuAt,
Ameskira Haki kemtéwet.
Eritra, Eritra,
Ab Alem chebiTato gbue kbra
Nazinet Zemtsea L'ul Nih
nhntsa n'lmAt knserH
SlTane kenelbsa grma
Hdri'lona gmja kenelbsa
Eritra, Eritra, Eritra
ab Alem chebiTato gbue kbra
Awet Nahafash!

### Engleski prijevod
Eritrea, Eritrea, Eritrea,
Her enemy decimated and her sacrifices
vindicated by liberation.
Steadfast in her goal,
symbolising endurance,
Eritrea, the pride of her oppressed people,
proved that the truth prevails.
Eritrea, Eritrea
holds her rightful place in the world.